# 아자개
아자개(阿慈介, ? ~935년 음력 6월)는 신라의 장수 견훤의 아버지이다. 신라 상주 고령군 가선현(嘉善縣, 지금의 문경시 가은읍) 출신이다. 아자개의 이름이 사서에 따라 한자가 다르게 기록되어 있는데, 아자개(阿慈介) 아자개(阿慈个) 아자개(阿字蓋) 등 여러 가지 한자로 표기되었다. 또 다른 이름이 전해지는데, 이제가기(李磾家記)에서는 이름이 원선(元善)이라고 기록되어 있다. 
견훤의 후손이 지었다는 《이비가기》에 따르면, 아자개는 진흥왕의 후손이라고 한다. 진흥왕의 3남 김구륜이 왕교파리를 아내로 맞아 김원선을 낳았는데, 그 김원선이 아자개라는 것이다. 《삼국유사》는 이러한 내용을 그대로 인용하였다. 아자개는 원래 농민 출신이었으나, 나중에 지금의 상주에 웅거하면서 세력을 키워 신라의 장군이 되었다. 천수(天授) 원년(918년)에 고려로 망명했다.
충청남도 논산시에는 현재 아자개(阿慈介)의 무덤으로 알려져 있는 묘가 있다.

## 생애
《삼국유사》 권2 후백제 견훤조에 인용된 이제가기(李磾家記)에 따르면, 아자개(阿慈介)는 신라 진흥왕과 백숭부인 사이에서 태어난 구륜공의 후손이라고 한다.
아자개의 경우 처음에는 농업에 종사하였지만, 신라 하대의 혼란기에 전국 각지에서 농민을 포함한 지방세력이 봉기하자, 885년(헌강왕 11년) 887년(진성여왕 1년)에 사불성(沙弗城, 지금의 경상북도 상주시)을 근거지로 군대를 일으켜 장군을 자칭하였다. 918년(태조 천수 1년) 7월에 마침내 고려에 항복하였으나, 고려사 태조(太祖) 천수 원년 9월 갑오조에는 9월에 항복한 것으로 되어 있다.

## 가계
아자개의 부인은 상원부인(上院夫人)과 남원부인(南院夫人)이며, 자식은 5남 1녀가 있었으니, 장남이 바로 견훤이라고 한다. 삼국사기 권50 견훤전에서도 견훤의 아버지가 아자개로 되어 있다. 견훤이 892년 무진주를 기습하고 900년 (효공왕 4년) 완산주를 근거로 후백제를 세운 경우와 같이 아자개가 견훤과는 독자적인 움직임을 보였다는 이유로 견훤은 아자개의 아들이 아니며, 두 사람은 출신만 같을 뿐 별개의 세력이라는 소수 견해도 있다.
- 고조부 : 신라 진흥왕(新羅 眞興王)
- 고조모 : 백숭부인 부여씨(白崇婦人 扶餘氏) - 백제(百濟) 성왕(聖王)의 딸
- 증조부 : 김구륜(金仇輪) - 신라 진흥왕(新羅 眞興王)과 백숭부인(白崇婦人)의 아들
- 조부 : 파진찬 선품공(波珍飡 善品公) - 문무왕(文武王)의 왕비(王妃) 자의왕후(慈儀王后)의 부친
- 조모 : 보룡(菩利) - 12대 풍월주 보리공의 딸
- 부 : 각간 김작진(角干 金酌珍)
- 모 : 왕교파리(王咬巴里)
  - 전처 : 상원부인(上院夫人)
    - 장남 : 견훤(甄萱, 867~936)
    - 차남 : 능애(能哀 ? ~936)
    - 장녀 : 대주도금(大主刀金)
    - 사위: 지훤(池萱)

  - 후처 : 남원부인(南院夫人)
    - 3남 : 용개(龍蓋)
    - 4남 : 보개(寶蓋)
    - 5남 : 소개(小蓋)

## 아자개가 등장한 작품
- 《태조 왕건》(KBS, 2000년~2002년, 배우:김성겸)

## 같이 보기
- 신라 진흥왕
- 신라 신무왕
- 신라 헌안왕
- 신라 경문왕
- 견훤
- 장보고
- 궁예
- 고려 태조

## 참고 문헌
- 삼국사기(三國史記)
- 삼국유사(三國遺事)
- 고려사(高麗史)